# Malossol

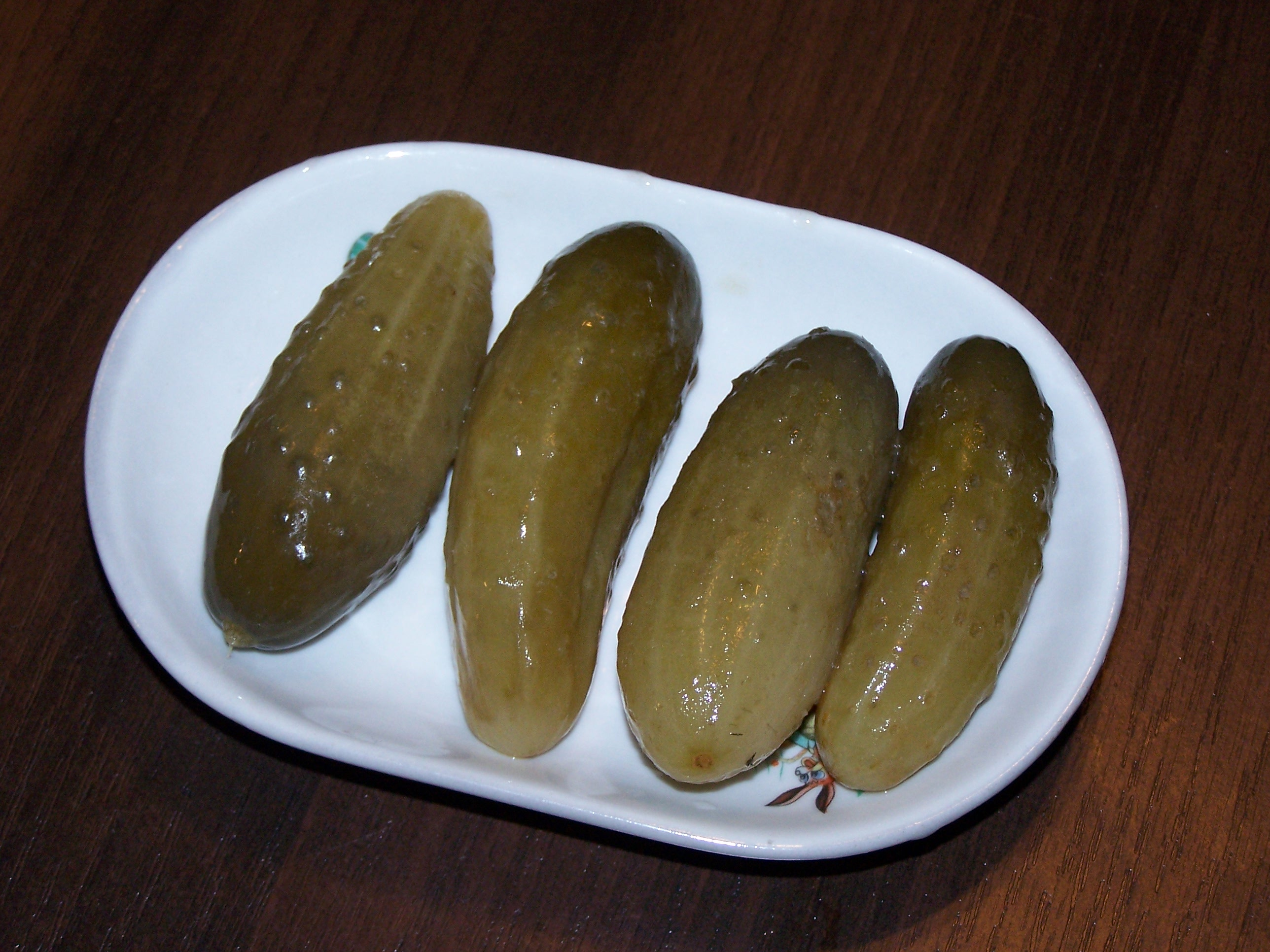
Cornichons à la russe.

Malossol (ou molossol, du russe малосольные : littéralement « peu salés ») désigne, dans la cuisine russe et les autres cuisines slaves, un mode de préparation de condiments ou de mets (notamment le caviar), à l'aide de saumure faiblement dosée (une teneur entre 2,8 % et 4 % de sel alimentaire).
Grâce à la fermentation lactique, il permet, outre de rehausser le goût des préparations, de favoriser leur conservation.
Par extension, « malossol » peut désigner en particulier une sorte de gros cornichons (ogourtsi) macérés avec des aromates dans de la saumure. Les malossols sont typiquement présents dans la gastronomie slave et peuvent être préparés à l'aide d'épices, d'ail, d'aneth ou de fenouil.